# Pseudischnocampa ecuadorensis
Pseudischnocampa ecuadorensis är en fjärilsart som beskrevs av Rothschild 1933. Pseudischnocampa ecuadorensis ingår i släktet Pseudischnocampa och familjen björnspinnare. Inga underarter finns listade i Catalogue of Life.